# Komitet Obrony Demokracji
Das Komitet Obrony Demokracji (deutsch Komitee zur Verteidigung der Demokratie, abgekürzt KOD) ist eine im November 2015 ins Leben gerufene polnische Bürgerbewegung, welche gegen die mutmaßliche Totalvereinnahmung staatlicher Institutionen durch die seit der Parlamentswahl 2015 alleinregierende Partei Recht und Gerechtigkeit protestiert.
Die Bewegung erhebt den Anspruch der eigenen Unabhängigkeit und Überparteilichkeit, wird jedoch vor allem von linken und liberalen Persönlichkeiten sowie Oppositionsparteien unterstützt.

## Entwicklung
Inspiration für die Bildung des KOD war ein am 18. November 2015 in einem Onlineportal veröffentlichter Artikel des Publizisten und Bürgerrechtlers Krzysztof Łoziński, der zur Gründung einer zivilgesellschaftlichen Plattform nach Vorbild des Komitet Obrony Robotników (KOR), einer oppositionellen Bewegungen im damaligen kommunistischen Polen, aufrief. Mateusz Kijowski, ein Bürgerrechtsaktivist, griff die Idee auf und präsentierte sie auf Facebook. Binnen zwei Wochen erhielt er bereits über 30.000 Unterstützer.
Als Zeichen für seine Bewegung wählte Kijowski ein elektrisches Bauelement, den Widerstand (polnisch opornik bzw. rezystor). Dieses kleine Bauteil ist für jeden Polen ein erkennbares Symbol des Widerstands und wurde schon vor 30 Jahren in der Zeit des Kriegsrechts 1981 am Revers oder am Hut getragen.
Kijowski sagt in Interviews, dass es dem KOD nicht darum gehe, die legitim gewählte PiS zu stürzen, sondern sie dazu zu bringen, die Verfassung sowie institutionalisierte demokratische Spielregeln einzuhalten.
Einige Anhänger des KOD verfassten am 26. November 2015 einen offenen Brief der „Bürger des Rechtsstaates“ an den Staatspräsidenten Andrzej Duda mit dem Aufruf zur Vereidigung der drei von der Vorgängerregierung gewählten Richter zum Verfassungsgerichtshof.
Wegen der Nichtbeachtung des Aufrufes und wegen der Weigerung der Regierung, die Entscheidung des polnischen Verfassungsgerichtshofes über die Richterwahl im Amtsblatt zu veröffentlichen (was deren Inkrafttretung auslösen würde), rief das KOD zu einem Demonstrationsmarsch für den 12. Dezember 2015 in Warschau auf. Laut Veranstalter nahmen bis zu 50.000 Demonstranten daran teil Polizeiangaben sprechen von 17 bis 20.000 Demonstranten.
Wenig später veröffentlichte die Regierung das Urteil des Verfassungsgerichtshofes, was teilweise als Erfolg des KOD gesehen wird. Trotzdem stellt die Regierung und auch der Staatspräsident weiterhin die Gültigkeit der Urteile wegen angeblicher Verfassungsmängel in Frage.

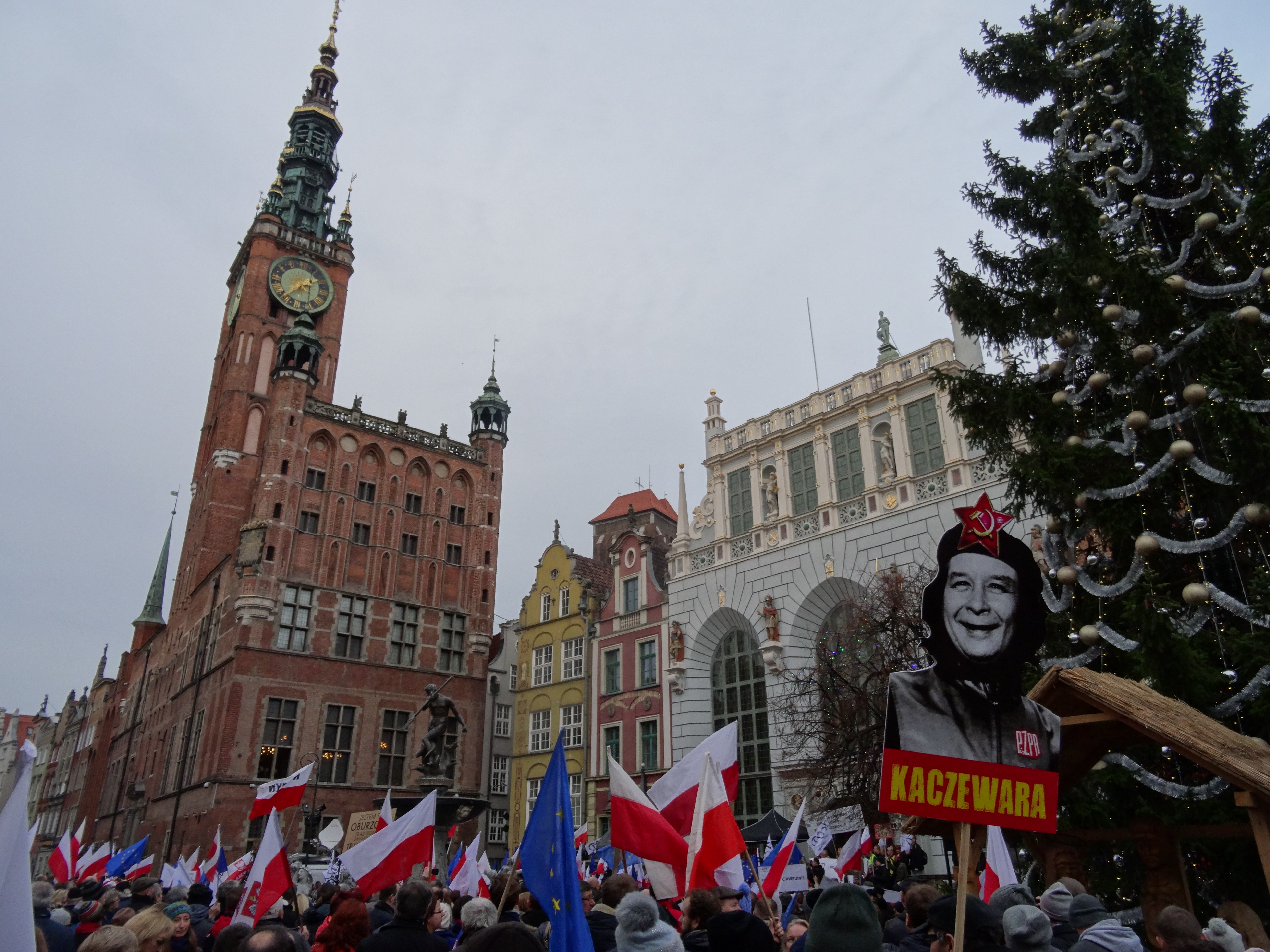
Demonstration in Danzig am 19. Dezember 2015

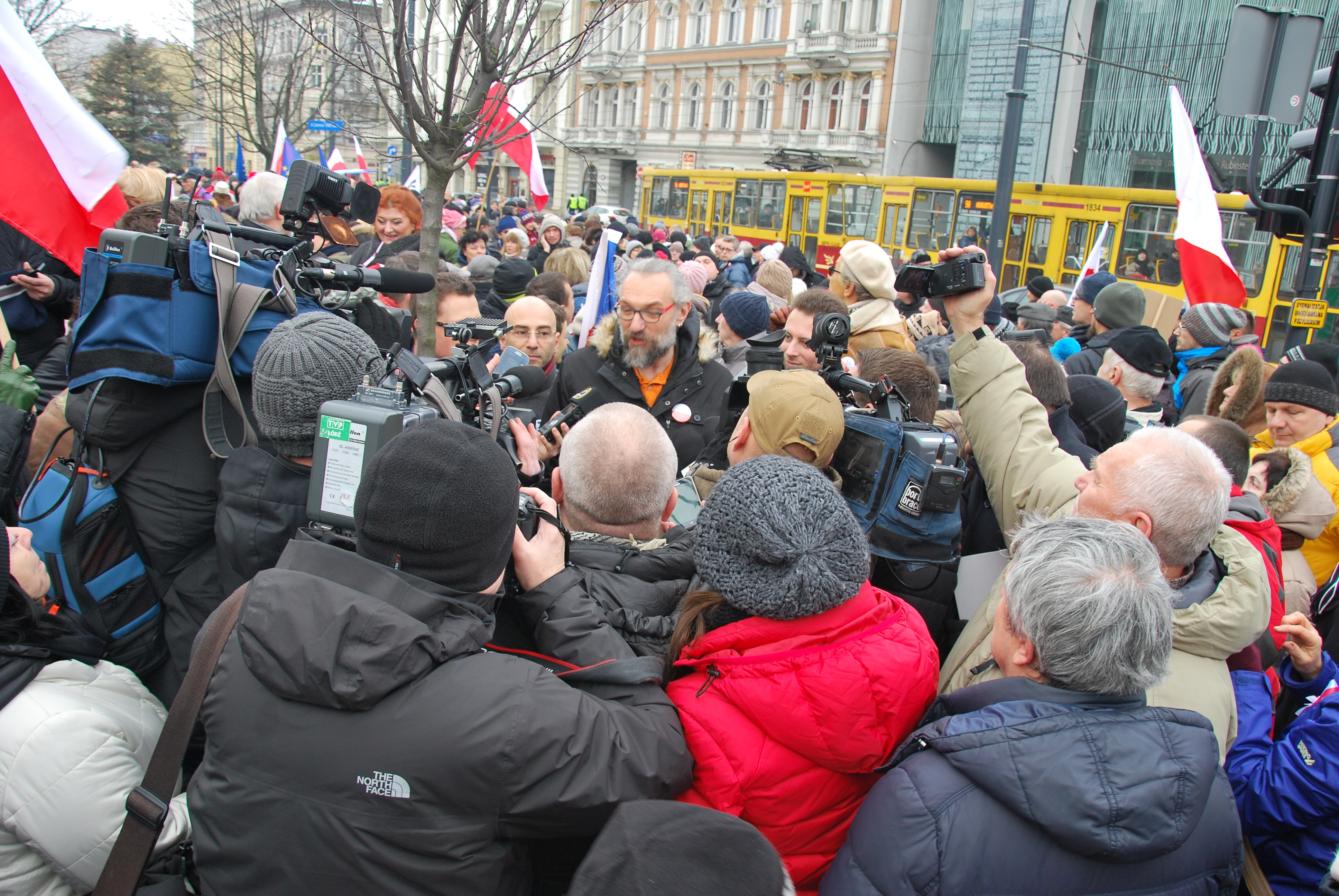
Demonstration in Łódź am 9. Januar 2016 – in der Mitte Mateusz Kijowski

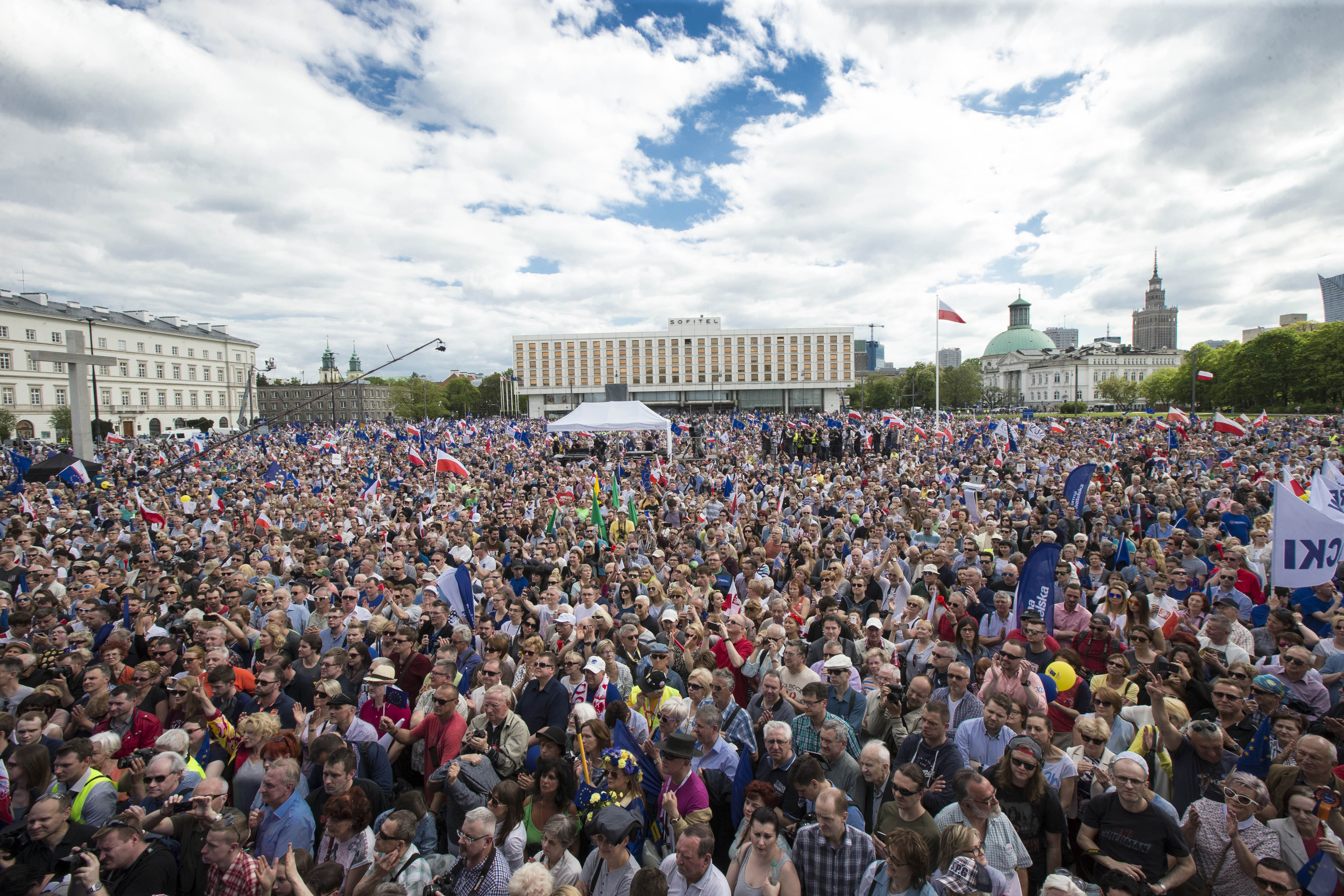
Demonstration auf dem Piłsudski-Platz in Warschau am 7. Mai 2016

Am 19. Dezember 2015 rief das KOD erneut zu Demonstrationen auf. Neben Warschau wurde auch in 20 Städten landesweit gegen die neue Regierung demonstriert. Kleinere Kundgebungen fanden auch in ausländischen Städten wie Berlin, London und Brüssel statt. Prominente Unterstützer wie die Regisseurin Agnieszka Holland oder der Publizist Tomasz Lis hielten Reden oder lasen die Verfassung vor. Auch Mitglieder von oppositionellen Parteien nahmen an den Kundgebungen teil.
Am 9. Januar 2016 fanden neue Demonstrationen statt. In Warschau gingen die Veranstalter von 20.000 Teilnehmern aus, wohingegen die Polizei von 7.000 bis 8.000 ausgeht. Am gleichen Tag fanden auch in neunzehn weiteren Städten Polens sowie in Prag, London, Berlin und Stockholm kleinere Protestversammlungen statt. Die Teilnehmer protestierten unter der Losung „Freie Medien“ gegen das neue Rundfunk- und Fernsehengesetz.
Am 23. Januar 2016 fanden die Demos in über vierzig Städten Polens statt sowie mit jeweils einigen Dutzend Teilnehmern in Berlin, London, Paris, Melbourne, Brüssel und Wien.
Am 27. Februar 2016 fand anlässlich der 100-tägigen-Regierungszeit der PiS ein Protestzug in Warschau statt. Offiziell anwesend waren auch die Chefs der Oppositionsparteien von Nowoczesna, Platforma Obywatelska und Twój Ruch. Gleichzeitig unterstützte man den ehemaligen Solidarność-Anführer Lech Wałęsa, dem zu diesem Zeitpunkt vorgeworfen wurde, in den 1970er Jahren für den kommunistischen Geheimdienst SB gespitzelt zu haben. An der Demo nahmen je nach Quelle zwischen 15.000 und 80.000 Polen teil.
Am 12. März 2016 fand abermals ein Protest mit je nach Schätzung 15.000 bis 50.000 Teilnehmern in Warschau statt. Er wurde von Nowoczesna mitorganisiert. Demonstriert wurde gegen die Weigerung der polnischen Regierung, die für sie negative Entscheidung des Verfassungsgerichts über die Reform des Verfassungsgerichts anzuerkennen. Bereits tags zuvor gab es wegen dieser Weigerung eine kleine, spontane Demonstration der linken Partei Razem vor dem Amtssitz der Ministerpräsidentin, welche von KOD-Anhängern unterstützt wurde.
Aus einer vom 22. bis 23. März 2016 durchgeführten Umfrage von Millward Brown für die Fernsehsender TVN und TVN24 geht hervor, dass die Hälfte der Befragten die von der KOD organisierten Demonstrationen als „unnötig“ ansahen, wohingegen 41 % diese befürworteten.
Am 7. Mai 2016 fand anlässlich des Europatags ein Protestmarsch in Warschau unter dem Motto „Wir sind und bleiben in Europa“ statt. Organisiert und unterstützt wurde die Demo von KOD und mehreren oppositionellen Parteien, Vereinigungen und Berufsvertretungen. Laut Stadtverwaltung nahmen an die 240.000 Demonstranten teil, laut Polizeiangaben 40.000. Die große Diskrepanz zwischen beiden Daten hat in den polnischen Medien eine Diskussion über die tatsächliche Anzahl an Demonstrationsteilnehmer hervorgerufen. Anhand hochauflösender Videoaufnahmen zählte die Redaktion der liberalen Gazeta Wyborcza in gleich großen Abständen jede einzelne Person und kam schließlich auf 55.600 Demonstranten bei einer Fehlerquote von ±3.000.
Um geschlossener gegen den Kurs der Regierungspartei PiS vorzugehen, gründeten noch im selben Monat KOD, Nowoczesna, PSL sowie diverse außerparlamentarische Gruppierungen die lose Koalition mit dem Namen "Wolność, Równość, Demokracja" ("Freiheit, Gleichheit, Demokratie"). Einzig die größte im Parlament vertretene Oppositionspartei Bürgerplattform (PO) schloss sich dieser Vereinigung nicht an.
Am 2. Juni 2016 wurde bekanntgegeben, dass KOD den Europäischen Bürgerpreis des EU-Parlaments erhält.
Nach der Spendenaffäre rund um Mateusz Kijowski im Jahre 2017 verlor KOD an politischer Bedeutung. Gegen ihn und andere führende Persönlichkeiten des KOD wurde 2018 ein Strafverfahren wegen Untreue eröffnet. Kijowski soll Spendengelder in Höhe von über 100.000 PLN dadurch veruntreut haben, dass er sie gegen mutmaßlich fiktive IT-Dienstleistungen der Firma seiner Ehefrau vereinnahmt hat.

## Teilnehmer

### Prominente Teilnehmer an den Demonstrationen (Auswahl)
- Agnieszka Holland, polnische Regisseurin
- Andrzej Celiński, ehemaliger Aktivist des KOR
- Władysław Frasyniuk, ehemaliger Aktivist der Solidarność
- Henryka Krzywonos, ehemalige Aktivistin der Solidarność
- Krystyna Janda, Schauspielerin
- Marek Kondrat, Schauspieler
- Wojciech Lemański, Publizist und suspendierter katholischer Priester
- Tomasz Lis, Publizist und Fernsehjournalist
- Sławomir Sierakowski, Soziologe und Verleger der liberalen Krytyka Polityczna
- Hanna Gronkiewicz-Waltz, gegenwärtige Bürgermeisterin von Warschau
- Ryszard Petru, Vorsitzender der Partei Nowoczesna
- Barbara Nowacka, Feministin und Sprecherin der damaligen Vereinigten Linken
- Grzegorz Schetyna, ehemaliger Außenminister und Anwärter als Parteichef der PO
- Tomasz Siemoniak, ehemaliger Verteidigungsminister und Anwärter als Parteichef der PO
- Radosław Sikorski, ehemaliger Außenminister und Parlamentspräsident
- Władysław Kosiniak-Kamysz, Vorsitzender der PSL
- Ryszard Kalisz, ehemaliger Innenminister der linken SLD
- Małgorzata Kidawa-Błońska, ehemalige Parlamentspräsidentin der PO
- Kazimiera Szczuka, Feministin und Mitbegründerin der Polnischen Grünen
- Roman Giertych, ehemaliger Vorsitzender der Liga Polnischer Familien und Vize-Ministerpräsident